# La Francia
La Francia är en ort i Argentina.   Den ligger i provinsen Córdoba, i den centrala delen av landet, 500 km nordväst om huvudstaden Buenos Aires. La Francia ligger 112 meter över havet och antalet invånare är 3 503.
Terrängen runt La Francia är mycket platt. Runt La Francia är det glesbefolkat, med 14 invånare per kvadratkilometer.. La Francia är det största samhället i trakten.
Trakten runt La Francia består till största delen av jordbruksmark.